# Niederstedem
Niederstedem település Németországban, Rajna-vidék-Pfalz tartományban. Lakosainak száma 244 fő (2023. december 31.).

## Népesség
A település népességének változása:
| Lakosok száma | 211  | 260  | 258  | 252  | 244  | 257  | 244  |
|               | 1975 | 2014 | 2017 | 2019 | 2021 | 2022 | 2023 |